# Deutscher Apothekerverband
Der Deutsche Apothekerverband e. V. (DAV) mit Sitz in Frankfurt am Main ist der aus dem Deutschen Apotheker-Verein hervorgegangene Zusammenschluss der Landesapothekerverbände auf Bundesebene. Mitglieder der Landesapothekerverbände können selbständige Apotheker mit eigener Apotheke in der Bundesrepublik Deutschland werden. Ca. 90 Prozent der selbständig tätigen Apotheker sind Mitglied in einem der 17 Landesapothekerverbände. Verbandslogo ist das bekannte rote „Apotheken-A“.
Vorsitzender des Deutschen Apothekerverbandes ist seit Januar 2023 Hans-Peter Hubmann. Bereits seit 2008 ist er Vorsitzender des Bayerischen Apothekerverbandes e. V.  Insgesamt gibt es 17 Landesapothekerverbände/-vereine, da Nordrhein-Westfalen in zwei Bezirke (Nordrhein und Westfalen-Lippe) aufgeteilt ist.

## Aufgaben
Hauptaufgabe der Apothekerverbände ist die Verhandlung und der Abschluss von Arzneilieferungsverträgen, die die Grundaufgabe der öffentlichen Apotheke zur ordnungsgemäßen Versorgung der Bevölkerung mit Arzneimitteln insbesondere für gesetzliche Krankenkassen nach dem Fünften Buch Sozialgesetzbuch konkretisieren. Da die gleichmäßige, gleichberechtigte und diskriminierungsfreie Arzneimittelversorgung ein Gut von höchstem gesellschaftlichem Wert ist, hat der Gesetzgeber im Sozialgesetzbuch den „maßgeblichen Spitzenorganisationen der Apothekerschaft auf Landes- oder Bundesebene“ die Monopolstellung zum Abschluss von Lieferverträgen mit gesetzlichen Krankenkassen eingeräumt. Dieses Monopol unterstreicht den Willen des Gesetzgebers, eine gleichmäßige, gleichberechtigte und diskriminierungsfreie Arzneimittelversorgung der Bevölkerung im Rechtsverhältnis mit gesetzlichen Krankenkassen zu sichern.
Diese Absicht des Gesetzgebers wird auch dadurch deutlich, dass Nichtmitglieder Lieferverträge, die der jeweilige Landesapothekerverband mit gesetzlichen Krankenkassen ausgehandelt hat, uneingeschränkt gegen sich gelten lassen müssen, wollen sie an der Arzneimittelversorgung von Versicherten der gesetzlichen Krankenkassen teilnehmen.
Daneben treten die Landesapothekerverbände und ihre Dachorganisation auf Bundesebene für die politischen, wirtschaftlichen und kulturellen Interessen der durch sie vertretenen Mitglieder ein.

## Geschichte
1820 wurde in Minden der Apothekerverein in Westphalen von Apothekern gegründet. Dieser wuchs schnell und wurde in Apothekerverein im nördlichen Teutschland umbenannt. 1872 fusionierten der norddeutsche und der süddeutsche Apothekerverein, daraus entstand der Deutsche Apotheker-Verein. In der Folge wurde die Apotheker-Zeitung als Vereinszeitung gegründet.
Im April 1933 wurde der Deutsche Apotheker-Verein in die Standesgemeinschaft Deutscher Apotheker (St.D.A.) umgewandelt und jüdische Apotheker per Satzungsänderung ausgeschlossen. Zur Konzessionserlangung als Apotheker musste ein Ariernachweis vorgelegt werden.
Der Deutsche Apotheker-Verein wurde 1953 neu registriert, damit ging eine Änderung der Mitgliedschaft einher. Seitdem sind nicht mehr Apotheker, sondern die Landesapotheker-Vereine Mitglied im DAV. Eine Namensänderung in Deutscher Apothekerverband e. V. (DAV) erfolgte 1992.
Eng mit dem DAV verflochten ist die Geschichte zweier weiterer Verbände: 1950 wurde die Arbeitsgemeinschaft der Berufsvertretungen Deutscher Apotheker (ABDA) gegründet, die sich seit 1982 als Bundesvereinigung Deutscher Apothekerverbände bezeichnet. Seit 1956 gibt es die Bundesapothekerkammer (BAK). In der DDR wurde das Apothekenwesen verstaatlicht und zentralisiert organisiert. Dort gab es keine vergleichbaren Organisationen.

## Landesverbände
Der Deutsche Apothekerverband ist heute in die folgenden regionalen Verbände und Vereine gegliedert:
- Apothekerverband Brandenburg e. V.
- Apothekerverband Mecklenburg-Vorpommern e. V.
- Apothekerverband Nordrhein e. V.
- Apothekerverband Rheinland-Pfalz e. V.
- Apothekerverband Westfalen-Lippe e. V.
- Apothekerverband Schleswig-Holstein e. V.
- Bayerischer Apothekerverband e. V.
- Berliner Apotheker-Verein. Apotheker-Verband Berlin (BAV) e. V.
- Bremer Apothekerverband e. V.
- Hamburger Apothekerverein e. V.
- Hessischer Apothekerverband e. V.
- Landesapothekerverband Baden-Württemberg e. V.
- Landesapothekerverband Niedersachsen e. V.
- Landesapothekerverband Sachsen-Anhalt e. V.
- Saarländischer Apothekerverein e. V.
- Sächsischer Apothekerverband e. V.
- Thüringer Apothekerverband e. V.